# Valle d'Aosta Calcio
ValleỤríc Calcio là một câu lạc bộ bóng đá Ý, có trụ sở tại Aosta, Thung lũng Aosta.

## Lịch sử

### Hai lần phá sản trước

#### Từ thành lập đến Aosta 1911
Nguồn gốc của đội bắt đầu từ năm 1911 khi Augusta Praetoria Sports được thành lập. Câu lạc bộ, trở thành AS Aosta vào năm 1931 và US Aosta 1911 vào năm 1945, đã chơi ở Serie C từ mùa 1941-42 đến 1942-43, từ 1945-46 đến 1947-48 và trong năm 1951-52.  US Aosta 1911 đã phá sản vào năm 1998 sau khi chơi mùa giải trước ở Promozione Piedmont và Thung lũng Aosta.

#### Valle d'Aosta Calcio
U.S. Valle d’Aosta Chatillon Saint Vincent Fenusma được thành lập vào năm 1997, có được danh hiệu thể thao của câu lạc bộ Serie D Câu lạc bộ Châtillon Saint Vincent có trụ sở tại Saint-Vincent. Câu lạc bộ đã trở thành Valle d’Aosta Calcio vào năm 2000, chuyển vị trí của mình đến Aosta.
Thung lũng Aosta là nhà vô địch của Eccellenza Piedmont năm 2007; Thung lũng Aosta đã xuống hạng từ 2009-10 Serie D đến Eccellenza hai năm sau đó.
Câu lạc bộ phá sản vào năm 2010, sau khi xuống hạng.

## Bóng đá ở Thung lũng Aosta bây giờ
Kể từ năm 2010, ASD Vallée Chefoste Charvensod đã tuyên bố là đội thừa kế của câu lạc bộ, tuy nhiên danh hiệu thể thao và tài sản chưa bao giờ có được. Vào năm 2012 khi Saint-Christophe được thăng hạng lên Lega Pro Seconda Divisione, câu lạc bộ đã đổi tên chung của họ thành chỉ có tên là Vallée d'oste để đại diện cho toàn bộ thung lũng. Đội, tuy nhiên, không có ý định để có được danh hiệu và tài sản thể thao.

## Màu sắc và huy hiệu
Màu của đội là đỏ và đen.